# Остоя (герб)

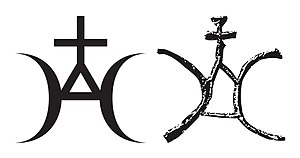
Порівняння емблеми герба князів Ізяславовичів Полоцьких з емблемою герба Остой Миколая зі Сціборжиць (з порталу костелу у Висоцях)

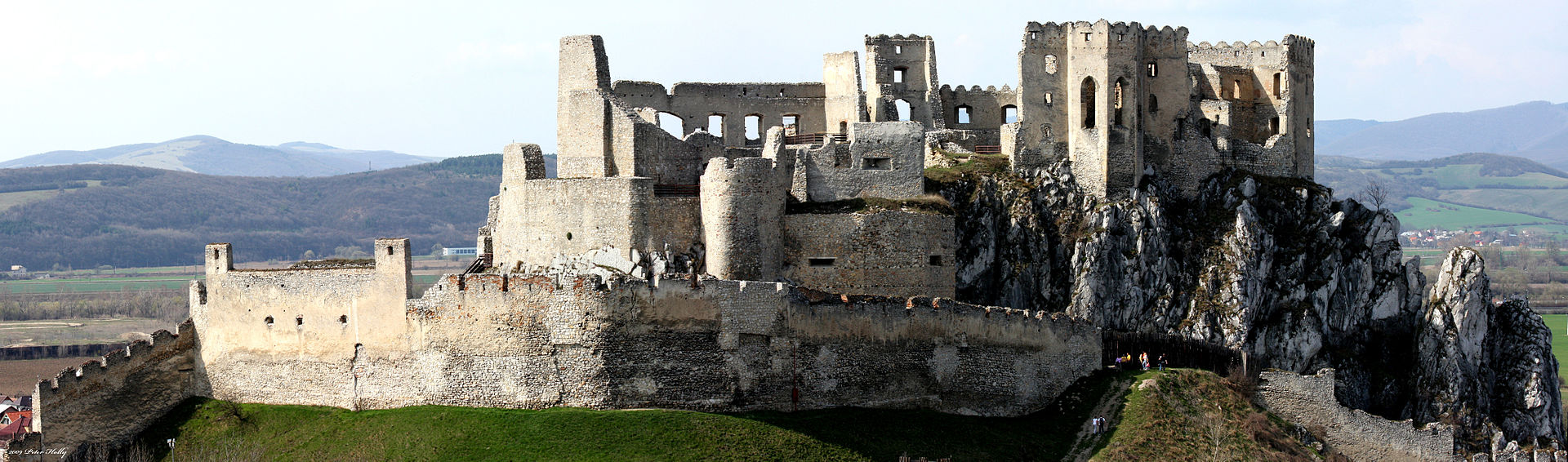
Замок Бечков

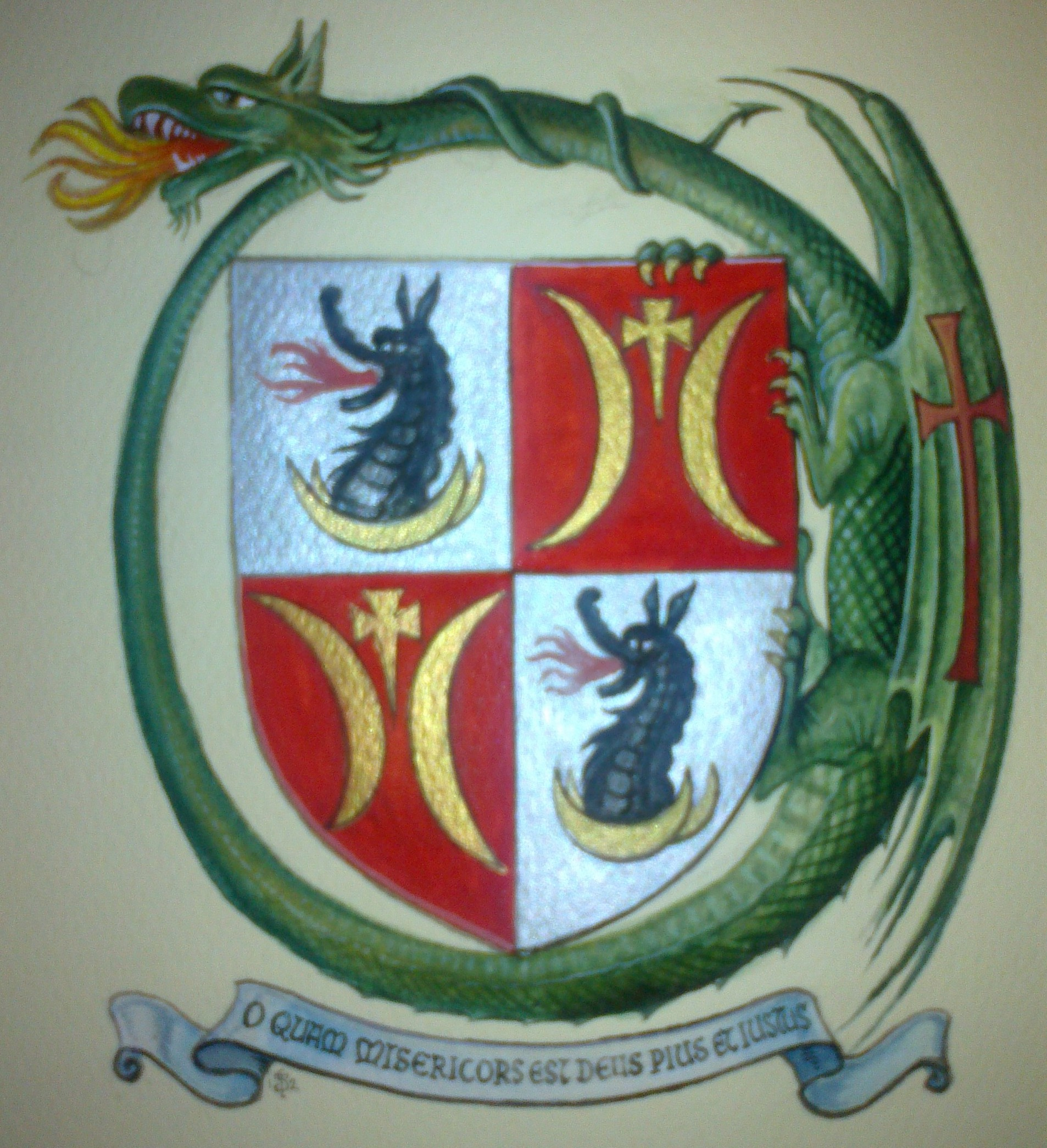
Герб ордену дракона

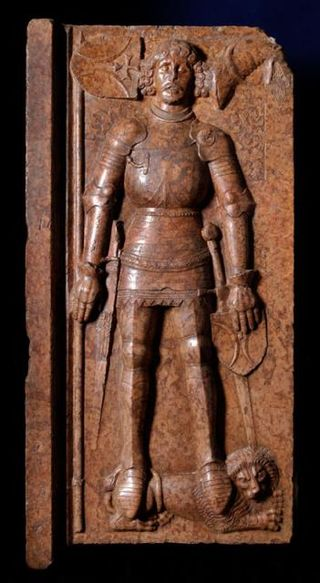
Могильна плита Сцибора

Станіслав Остоя-Котковський, новаторська робота в галузі хромасоніки, лазерної кінетики та «звуку та зображення»

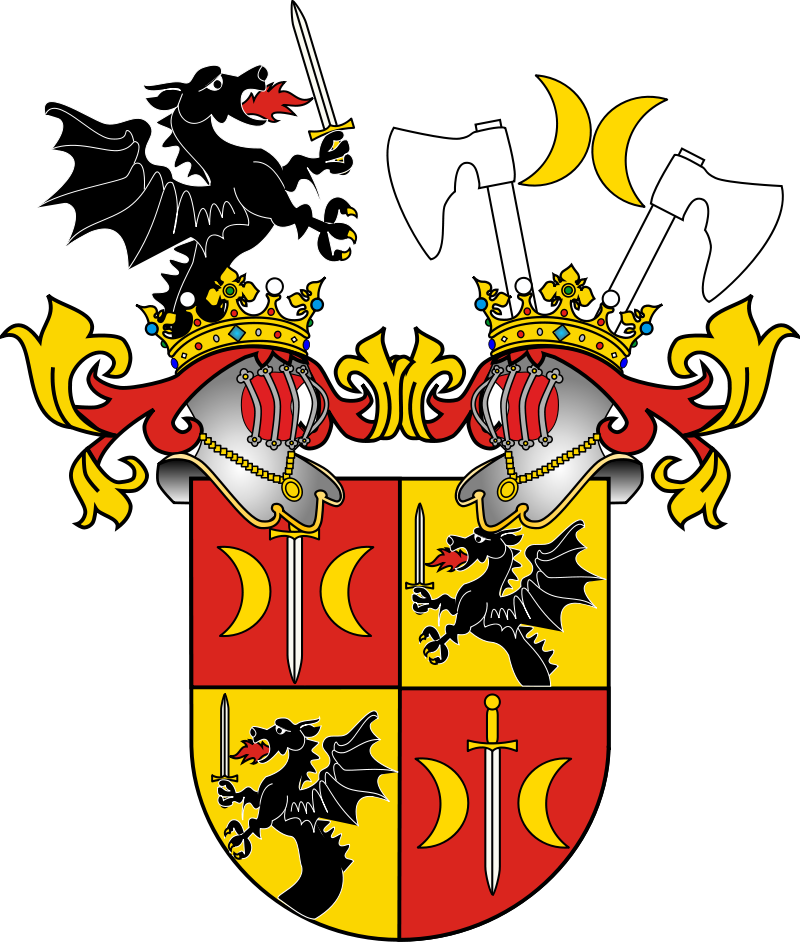

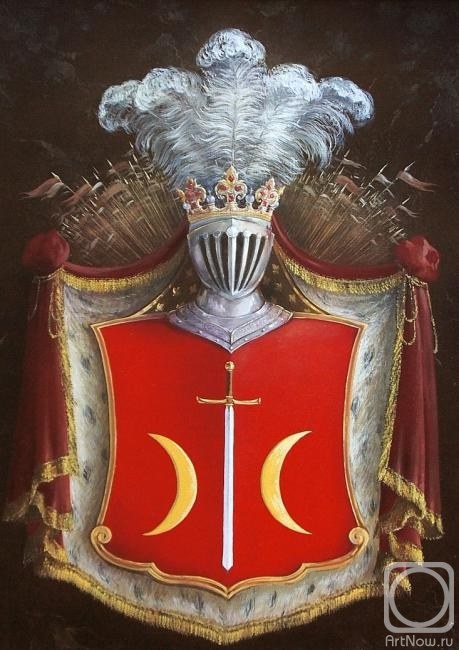
Ostoja

Остоя (лат. Ostoya) — герб різних шляхетських родів, які у пізньому Середньовіччі мали значний вплив у Центральній Європі. Члени родів керували та володіли землями в Польщі, Литві, Німеччині, Верхній Угорщині (сучасна Словаччина), Угорщині, Трансільванії, Білорусі, Україні, Молдові, Хорватії, Боснії, Росії та Пруссії.
У середні віки сім'ї Остоя зазвичай жили дуже близько одна до одної групами з міцними зв'язками. Зазвичай вони були добре освіченими і займали високі посади. Під час війни або конфлікту клан збирався і воював під спільним прапором. Їхні володіння були в основному в Польщі, Литві та Верхній Угорщині (сучасна Словаччина), яка в середні віки була частиною Угорської імперії під правлінням Сигізмунда Угорського , також імператора Священної Римської імперії. Головний представник клану Стібор де Стіборіц був герцогом Трансільванії в 1395–1401 та 1410–1414 роках. Він також був удостоєний титулу князя Галича в 1387 році, графа (ispán) Нітри, Тренчин, Пожонь (нині Братислава) тощо. Основною власністю Стібора була річка Вааг довжиною 406 км з прилеглою землею та її 15 замками в готичному стилі . Разом Стібор і його син Стібор де Бечков володіли понад 300 сільськими маєтками, містами та 31 замком у Верхній Угорщині , яка разом складала половину сучасної західної Словаччини. Маєтки становили головну лінію оборони в північній частині Угорської імперії. Стібор де Беков (Стібор II) тоді також володів землями та замками в Чехії, Угорщині та Німеччині. Замок Беков був головною резиденцією родини в епоху Відродження, одним із найважливіших в Угорській імперії. Стібор де Стіборич був головним другом і радником Сигізмунда Угорського, а також його найвірнішим прихильником. Стибор і його син також стали членами впливового Ордену Дракона. Влада та багатство клану з часом стали легендарними в Угорщині, а потім у сучасні часи в Словаччині. На практиці становище та влада герцога Стібора можна порівняти з королівськими домами Європи.
Члени клану Остоя, які пішли за Стібором де Стіборічем до Угорщини, отримали маєтки та високі посади, надані Стібором де Стіборічем, вони також отримали землю та титули угорських баронів від Сигізмунда Угорського і разом володіли приблизно десятьма маєтками та замками, серед яких замки Сінтава та Казаа був одним із перших у Верхній Угорщині. У той же час інші члени клану Остоя правили кількома землями (воєводствами) у Польщі між 1370 і 1460 роками. Ян де Яні був герцогом (воєводою) Померанії та Гданська, Стібор де Понець був регентом Познані та Велика Польща, Якуш де Блоцішвево був львівським князем, а Миколай Шарлейський де Стіборіц — герцогом Куявії та представником Великої Польщі.

## Опис герба
На червоному полі два золотих місяці рогами направленими в різні боки, між ними меч без піхов, рукояткою вгору.
Клейнод — на верху 5 страусячих пір'їн. Під час правління польського короля Болеслава Хороброго (1058-1078), коли вороги з Чехії вторглися в межі польських земель, проти них був посланий лицар на ім'я Остоя, який очолював невелике військо. Він взяв   в полон, солдата щоб отримати відомості про наближення ворога, потім тихо і непомітно вночі підкрадався до ворожого табору, і ніхто не уникнув ні рубаного мечем, ні полоненого в ланцюгах. Один із полонених мав польських предків, яких привезли до Чехії як полонених, і у своїх стражданнях він просив милості у лицаря  Остоя і поклявся, що той допоможе йому досягти ще більшої перемоги в обмін на його свободу. Остоя дарував йому волю, після чого полонений пішов до ворожого табору, де, не згадуючи про власну поразку, умовив гетьмана надіслати підкріплення до першої армії, в авангарді якої він сам був. Остоя, отримавши інформацію про розташування нової ворожої сили, оточив її вночі, щоб ніхто не втік від його меча, і, об’єднавшись з іншими прапорщиками, тієї ж ночі напав на ворожий табір. Майже всі полягли під його мечем, а тих небагатьох, хто втік до сусіднього лісу, рятуючи життя, вбили солдати, послані їх шукати. За цей вчинок Остоа був нагороджений королем цим гербом, на якому зламаний меч, ймовірно, мав символізувати поразку ворога, а місяці — те, що ворог був переможений дві ночі поспіль. Стан, ім'я якого носить герб, також був наділений маєтками, і навіть холоп, який допомагав йому в цій перемозі, отримав свободу і такий самий герб.

## Історія
Первісний варіант герба включав зображення давньоримського прапора-дракона.

### Хрест і дракон
Стібор був одним із засновників  Ордену Дракона в 1408 році, який складався з європейських королівських осіб і могутніх князів, а також деяких найвидатніших угорських лордів. У 1409 році Стібора було знову призначено воєводою Трансільванії та визнано герцогом Трансільванії .           
Об’єднана християнська Європа програла битву під Нікополем у 1396 році, в чому винні горді та самовпевнені французи. Ця велика поразка об'єднаних сил мобілізувала Європу на захист під знаком Ордена Дракона. Члени Ордену – правителі держав і великих князівств, еліта еліти Європи. Усі об’єдналися під символом Ордена Дракона, щоб захистити Європу від нападу Османської імперії, включаючи Сцибора зі Стібожиць і його сина Сцібора з Бекова з Остой. Об’єднані під символом Хреста, який у гербі Остоя також є символом християнських цінностей. Без об’єднавчого хреста ворогуючі монархи та князі стали б жертвами османської навали. Хрест на гербі Остоя, як і в символі Ордена Дракона, має не релігійне значення.
Хрест уособлює не лише віру, це символ єдності Європи, без якого наша культура не вижила б. Однак символ дракона Ордена Дракона містить не просто хрест. Це переможений дракон із хрестом. Як ми знаємо, дракон є символом всебічного знання, і коли такого дракона переможено, доторкнувшись до нього, ми заволодіємо всіма його знаннями, а знання є силою.
Оскільки членство в Ордені передавалося у спадок, Асоціація родини Остоя перебрала цю спадщину від родини Щиборів. Організація Ордена Дракона була таємною, тому про неї було дуже мало написано. Тим не менш, припущення ордену досі діють, припущення, про які ніхто не пише і мало хто знає. Орден ніколи не був розпущений, і його члени все ще морально зобов'язані впроваджувати ці принципи. Офіційно пишуть, що Орден був одним із багатьох, але, окрім Ордену Дракона, жоден з них не об’єднав практично всю Європу на захист наших давніх цінностей і надбань європейської культури.
Однак дракон у самоцвіті герба Остоя може мати інше, цікаве значення, оскільки він може вказувати на ранню та спільну історію деяких родин до заснування родини Остоя.

### Середньовіччя
Перші герби в Польщі з’явилися на початку XIII століття на княжих печатках, а згодом герби почали приймати лицарі. Найдавніша польська шляхта має герби, прийняті їхніми лицарськими предками в 13-14 століттях. Спочатку такі герби являли собою прості розпізнавальні та бойові символи, розміщені на різних частинах зброї, що дозволяло ідентифікувати лицаря під час метушні битви. Такий ідентифікаційний знак ставав родовим і спадковим гербом лише тоді, коли ним без змін користувалися не менше трьох поколінь.
Тому первісний орден з використанням певних ідентифікаційних знаків був лицарським. Ця група людей, відзначених государем, була зобов'язана з'являтися озброєною на кожен його заклик. Лицарське спорядження було дуже дорогим (бойовий кінь, обладунки, зброя, весь військовий спорядження, намети, хоругви, харчі тощо), через що лицарі походили переважно із заможних родин державних, земельних і церковних сановників. Внутрішніми рисами лицаря були хоробрість, вірність, шляхетність, справедливість, а також ввічливість, придворні манери, щедрість і великодушність.
Незважаючи на те, що результати ДНК показали, що більшість сімей Остойя не пов’язані між собою, цілком певно, що Остойя були тісно пов’язані один з одним у Середньовіччі, воюючи разом під спільним ім’ям – Ostoja vel Hostoja ще до використання знак або герб. Безсумнівним фактом є те, що рід Сциборів був дуже заможним у 12-13 століттях і належав до польської еліти. Ще в 1400 році родини Остой жили дуже близько одна до одної групами, маєтки та родинні гнізда були розташовані поруч, а якщо родина переїжджала в інші райони Польщі, то селилася поряд з іншими родинами Остой. Записи Ягеллонського університету також показують, що сім’ї були сильно представлені, звідси висновок, що вони були заможними та що освіта була дуже важливим елементом у розвитку сімейного добробуту. У 1400 році на мапі Польщі можна знайти понад 100 маєтків і родинних гнізд, з яких родини Остой взяли свої прізвища. Родина Єжиковських у маєтку Бараново називалася Барановськими , а родина Барановських у Хжанстовому — Хжанстовськими . Білові в Кедржині називають Кедржинськими , Блоцішевськими в Гаю — Гаєвськими , Янськими у Сьверчині — Сьверчинськими , Хелмськими в Поньці — Понецькими тощо. Отже, у селі понад 150 прізвищ. родина Остоя.
У 15 столітті співпраця сімей Остойя у великій кар'єрі родини Сциборів зробила родину однією з наймогутніших і найбагатших в історії Європи . Спираючись на середньовічні документи, можна сміливо сказати, що якби не дім Остой, поділ Польщі міг би відбутися ще в XV столітті. Також незаперечним фактом є те, що політика Щиборів і Остой привела Тевтонський орден до банкрутства, так що він не міг оплачувати наймане військо, від якого залежала вся влада Ордену. Не польський король і не польські лицарі, а Рефугіум, завдяки Сцибору з Поньця та Яну з Яні, захопив Мальборк для Корони, про що не згадується в польських підручниках історії. Фактом також є те, що Остоє завдяки Шарлейському, Понецькому та Яну з Яні мобілізував 2/3 польської армії під час численних війн з Орденом. Сам Сцібор із Сціборжиць міг мобілізувати елітну армію з 12 000 вояків під час Грюнвальдської битви в разі потреби. Однак не меч, а дипломатія та інтелект привели до знищення Ордену. Інноваційність, відкритість, незмінна віра в людське добро, емпатія та гуманізм – частково ті цінності, які забезпечують добробут не лише власної родини, а й усього суспільства.

### Україна
В Україні відомий ще з часів Короля Русі Ізяслава Ярославича.
На території Великого князівства Литовського поширений після ухвалення Городельської унії 1413 року. В даний час родина Остоя (Мосціц) організована Асоціацією родини Остоя. У 2012 році Асоціація була зареєстрована в Окружному суді в Жешуві. Основними цілями Асоціації (згідно статуту) є: інтеграція сімей Остой та проведення заходів, спрямованих на продовження сімейних традицій, підтримка сімей Остой, особливо студентів, надання матеріальної допомоги людям, які опинилися в особливо складній життєвій ситуації. У 2012–2017 роках у Дворі Остоя, що в Ясьонці поблизу Жешува, відбулося п’ять з’їздів членів та прихильників Асоціації родини Остоя.                                                          

### Легендарне походження
Згідно з однією легендою,  герб був подарований у 1058 році відважному феодальному лицареві (полковнику) Остойю Болеславом II Щедрим . Проте може бути й інше, давніше походження: члени сім’ї Остоя часто використовували ім’я Стибор (Scibor, Czcibor), на основі родинного походження від Чибора, переможця в битві при Цедині , брата польського короля Мєшка I  – .
Piekosinski  вказує, що ранній герб Остой був майже ідентичний гербу династії П'ястів . Він має два «місяця» та хрест, а герб династії П'ястів був дуже схожий, не маючи «місяця» зверху.
Однак інша легенда розповідає , що герб Остоя походить від іншого хороброго лицаря, Яна з Яні з Остой, першого польського воєводи / герцога Поморського та Гданського . Переслідуваний групою тевтонських лицарів, він зумів перетнути річку на коні, незважаючи на те, що був одягнений у повну зброю, а потім підвищив голос, щоб Господь почув його, і сказав «Ostałem», що означає «Я все ще залишаюся», звідки походить ім'я Остоя.  Однак ця легенда підривається тим, що термін «Остоя» був відомий задовго до часів Яна з Яні .

### Походження
Герб Остоя розвинувся із сарматських тамг.  Дракон на гербі Остоя пов’язаний із сарматським драконом, який використовувався царськими сарматами , які, згідно зі Страбоном і Птолемеєм , жили на території між Бессарабією та нижньою течією Дунаю та були нащадками царських скіфів. .  Цей дракон був прийнятий римськими легіонами і використовувався сарматськими катафрактами (броньована важка кавалерія ). Термін draconarius застосовувався до воїна, який ніс прапор дракона . 

### Київський князь Ізяслав І, правитель Русі
У творі Папроцького ми читаємо про те, як у 1069 році була заснована родина під назвою Остоя. Родоначальником роду був відважний лицар Остоя, який за правління Болеслава Сміливого виступив у бій, щоб приборкати ворогів, що загрожували Польщі. Цей Остоя натрапив на передовий загін язичників, порубав їх... у здивованого ворога не було шансів і Остоя вбив усіх, хто чинив йому опір. Мовляв, тиждень безперервно бив поганців у полях і лісах з кварталу на квартал і так урятував Польщу! Так Остоя отримав меч і два місяці в своєму гербі, а також значні маєтки, славу і повагу.
Наступна легенда, яка вважає, що герб Пшегоня походить від Остоя, говорить:
Кавалер гербу Остоя, він був посланий з власним військовим загоном для оборони південних кордонів Королівства Польського. Він натрапив на вороже військо... Остоя правильно оцінив ситуацію. Він помітив, що його армія була в меншості. Тож він послав довіреного чоловіка за підкріпленням і вирішив сам зіткнутися з ворогом, утримуючи його до прибуття допомоги. Ворог був непростий і бій перетворився на важку сутичку. Але незабаром Остоя та його загін отримали допомогу і остаточно розбили ворога. Його мужність, тверезу оцінку обстановки, стратегію та запеклість у боях були оцінені. В нагороду до існуючого герба (Остоя) йому дали цілий меч (зламаний), між двома півмісяцями (місяцями), і коштовність дракона, з пащі якого виривається вогонь, як символ лютості, упертості, воля до боротьби та злість, якою вона виходила й шокувала під час боротьби з ворогом.
Видно схожість обох легенд. Знаючи політику Болеслава Сміливого, численні прикордонні військові конфлікти та постійно триваючі військові кампанії, ми шукатимемо підказки, які приведуть нас до лицаря на ім’я Остоя та його гербу дракона.
У 1069 році, тобто передбачуваному створенні герба, відбувся збройний похід Болеслава на Київ, у якому, можливо, брав участь лицар Остоя. Великим князем Київським, який правив величезною Руссю, був тоді Ізяслав, дружиною якого була Гертруда, донька Мешка II Ламберта. Отже, польські П’ясти та  "Рюриковичі" були спорідненими. У 1068 році Ізяслав і Гертруда були повалені та вигнані з Русі, найімовірніше, братами або племінниками Ізяслава. Тож вони втекли до Польщі, до двору своєї родини і попросили допомоги у Болеслава.
Скориставшись політичними міркуваннями, він організував 2 травня 1069 р. похід на Київ, щоб утримати владу Ізяслава. Похід був успішним і Ізяслав знову став правити Києвом і Руссю. З цією подією можна пов’язати легенду про лицаря Остойю. Однак у 1070-1072 роках відбулися збройні конфлікти, коли польські та чеські війська вторглися на кордони одне одного. Легенда про лицаря Остойю та самоцвіт дракона в Остоях може стосуватися цього конфлікту. В обох випадках описаний лицар Остоя є полководцем, довіреною та важливою особою.
Бартош Янковський опублікував своє дослідження в Saeculum Christianum , історично-соціальний журнал 14/2, 97-116, 2007, під назвою Дракон у гербовниках польської шляхти, куди він включив багато цінних спостережень щодо гербів Остой та Пшегоні. Стаття була оцифрована та опублікована Музеєм історії Польщі, і, незважаючи на багато недоліків, це цікаве дослідження. Янковський явно не знав зображення герба Ізяслава Влодзимежовича чи зображення протогерба Остой, а також не знав печатки воєводи Яна з Яні. Незважаючи на це, на його думку, лицар Остоя ідеально вписується в Київський похід 1069 року.
У легенді йдеться про битву. Це міг бути пов’язаний із спалахом повстання серед населення, поверненням до язичництва, а також міг бути пов’язаний із битвою з ворогами Ізяслава, можливо, в самому Києві, де могли бути бої, чи якийсь трюк, у якому Остоя прославився. Старовинна назва Ostoja Ścibor (іноді Czcibor), що, можливо, означає вшановувати боротьбу , також може стосуватися вищезгаданих легенд. Але, здається, справа не в самій битві, де Остоя мав здобути славу, а в дипломатичних стосунках, а також у впливі Польщі на Росію.
Ізяслав І, втікаючи до Польщі та повернувши собі владу в Росії, підтримував тісний контакт з Болеславом і, звичайно, міг підтримувати такі контакти зі своїми родичами в Польщі. Так само, як сьогодні представляють посли, тоді правителі мали своїх намісників, які могли підписувати відповідні документи від імені правителя та дбати про інтереси правителя.
Протогерб Остой Миколая Остойчика, знайдений на стінах костелу у Височицях, а також печатки Добієслава з Кошиць або воєводи Яна з Яні майже тотожні печаткам полоцьких князів, нащадків Ізяслава Володимировича. . Герби досить складні, щоб сумніватися у збігу, а якщо додати до гіпотез і легенд, то видається вірогідним, що Остоя має зв’язки з полоцькими князями, нащадками Ізяслава Влодзимежовича.

#### Кінець 20-го та 21 століття
Після Другої світової війни до багатьох Остой ставилися як до ворогів держави, і багато хто вибрав вигнання, емігрувавши за кордон. Дехто залишився в Польщі, або повернувся з Франції, Англії, Шотландії чи там, де вони проходили військову службу під час Другої світової війни. За винятком палацу Осташевських у Кракові , комуністичні уряди Польщі , Литви (включаючи територію сучасної Білорусі) та України конфіскували все майно Остой. Після падіння комунізму жодне з цих об’єктів не було повернуто і не було надано жодної компенсації. Більшість старих родинних маєтків було спалено бойовими діями під час Першої та Другої світових війн та під час польсько-радянської війни 1919–1921 років. Існуючий палац Остой навколо Жешува , яким опікується гілка Рильських Остой, є винятком.
Антоній Унєховський (1903–1976) був широко відомим у Польщі художником, відомим своїми малюнками. Олександр Сцибор-Рильський (1928–1983) був поетом, письменником і кінорежисером, а Тадеуш Седзімір (1894–1989) був всесвітньо відомим винахідником. Його іменем названо революційні методи обробки сталі та металів, які використовуються в кожній промислово розвиненій країні світу. У 1990 році великий металургійний завод Польщі в Кракові (колишній металургійний завод імені Леніна) було перейменовано на металургійний завод імені Тадеуша Сендзіміра .
Йозеф Станіслав Остоя-Котковський (1922–1994) був відомим митцем, який працював із фотографією, кіно, театром, дизайном, дизайном тканин, фресками, кінетичною та статичною скульптурою, вітражами, фресками зі склоподібної емалі, оп-колажами, комп’ютерною графікою та також лазерне мистецтво. Він був піонером лазерної кінетики та «звуку та зображення».
Тадеуш Осташевський (1918–2003) був професором образотворчого мистецтва в Краківському університеті , Адам Козловецький (1911–2007) був архієпископом архієпархії Лусака в Замбії , Анджей Загорський (1926–2007) був відданим офіцером Армії Крайової , який написав над 250 публікацій про польський підпільний спротив і Казімеж Тумілович (1932–2008) був творцем Сибірської асоціації пам’яті та громадським діячем у Великій Польщі . Анджей Остоя-Овсяні (1931–2008) був сенатором у Польщі після падіння комунізму. Блажей Остоя Лніскі є професором образотворчого мистецтва у Варшавській академії мистецтв, а Мартін Остоя Старжевський є професором механічних наук та інженерії в Університеті Іллінойсу в Урбана-Шампейн.
У 2014 році Асоціація клану Остоя була офіційно зареєстрована в суді з резиденцією в палаці Остоя в Ясьонці, Жешув.

## Найдавніші згадки
На стіні романської церкви 13-го століття у Висоціце є штамповий знак, який є протогербом герба Остоя. Це найдавніше відоме зображення герба .
Відомі середньовічні печатки: 1358 р . — Познанський декан Чцібор, 1370 р. — Якуш Блоцішевський, воєвода львівський, 1381 р. — Добіеслав з Кошиць, краківський губернський намісник, 1395 р. — Scibor of Scibor Scibor14 . герб), 1456 — Ян Рокош з Кошиц, краківський земельний суддя, 1466 — Сцібор Понецький за Торуньським мирним актом .
Найдавніший судовий протокол походить з 1383 року (Пам'ятники старопольського права VIII с. 260 No 4730). У записі від 1402 року фігурує ім'я Мосціч, а з 1420 року — Остоя. Термін Остойчик введено в документі 1540 року.

## Відомі особистості

### Духовенство
- Сцибор Радзимінський (помер 1390 р.) — єпископ Плоцький у 1390 р.,
- Scibor — Stibor de minori Stiboric — Егерський архієпископ, Угорщина близько 1400 р.,
- Флоріан Гребницький (1684—1762) — архієпископ Полоцький, митрополит Київський (з 1748),
- Томаш Осташевський (1746—1817) — єпископ Плоцький,
- Беда Осташевський (1764—1834) — абат бенедиктинців у Любині,
- Лукаш Солецький (1827—1900) — перемишльський єпископ 1881—1900, професор Львівського університету ,
- Адам Козловецький (1911—2007) — польський католицький священик, єзуїт, місіонер, що працює переважно в Замбії, архієпископ Лусаки, кардинал-священик,
- Казімеж Сучицький — (нар. 8 листопада 1882 р. у Пьотрові, пом. квітня 1940 р. у Катині) — польський священик, декан Війська Польського II Республіки Польща, посмертно призначений бригадним генералом.
- Францішек Заєрський (1561—1631) — луцький єпископ-помічник

### Військові діячі
- Микола Креза (-1574) — королівський капітан
- Каспер Карлінський (1587) — староста Ольштинський, герой оборони Ольштина 1587 року,
- Ян Стачурський — генерал-майор (1664 р.),
- Адам Осташевський — майор національної кавалерії
- Вінцент Данилевич ( 1787–1878), секретар канцелярії Сенату Королівства Конгрес у Варшаві, головний архівіст Геральдики Королівства Конгрес, кавалерія, кавалер французького ордена Почесного легіону,
- Антоній Барановський (генерал) (1760—1821) — генерал,
- Юзеф Сімонський — загальний присл. Король Понятовський,
- Станіслав Щибор-Богуславський (1784—1859) — майор Листопадового повстання ,
- Юліуш Остоя-Загурський (1878—1919) — майор кавалерії Легіонів і Війська Польського
- Кароль Подгорський (помер 1781) — генерал-майор прусської армії,
- Адам Мокржецький (1856—1921) — генерал-майор російської армії, бригадний генерал Війська Польського,
- Броніслав Богатиревич (1870—1940) — підполковник піхоти в армії Російської імперії, бригадний генерал Війська Польського ,
- Вацлав Кшивець (1908—1956) — польський лейтенант, командир корабля ORP Błyskawica
- Włodzimierz Zagórski (1882 — пропав безвісти після 6 серпня 1927) — майор Генерального штабу імператорської та королівської армії, бригадний генерал, льотчик Війська Польського
- Заярський Олександр Леонідович  1977– капітан збройних сил України, командир взводу, 24-а окрема механізована бригада імені короля Данила.  2022-2023.  Бої за Бахмут - бойові дії в 2022-2023 роках за місто Бахмут Донецької області України.

### Художники, письменники, винахідники
- Марцін Понецький (1448—1498) — син Щибора (Пьотра) Понецького, генеральний староста Великопольський, Мальборк та ін.,
- Мацей Кавенчинський (-1572) — видавець і друкар, діяч Реформації в Литві,
- Габріель Слонський (1520—1598) — архітектор і будівельник, мер Кракова,
- Кшиштоф Богушевський (-1635), художник, жив і працював у Великій Польщі,
- Міхал Сендзівой (Michael Sendivogius, Sędzimir) (1566—1636) — алхімік, лікар і філософ, відомий у всій Європі,
- Станіслав Бзовський (1567—1637) — домініканець, представник контрреформаційного руху, церковний історик,
- Рудольф Старжевський (1870—1920) — журналіст і публіцист, редактор краківського «Czas». Прототип журналіста на весіллі Виспянського, автор рецензії в «Czas» через три дні після прем'єри,
- Саломон Рисинський — польський пареміолог, письменник,
- Ян Чечот (1796—1847) — один з найвідоміших поетів і етнографів Білорусі,
- Кароліна Войнаровська — (1814—1858) — письменниця, писала під псевдонімом Karol Nowowiejski,
- Ян Казимир Ординець (1797—1863) — перекладач, журналіст, діяч Великої еміграції,
- Ян Олександр Карлович (1836—1903) — етнограф, музикознавець, мовознавець, фольклорист, член Академії навчання,
- Мечислав Карлович (1876—1909) — композитор, диригент. Автор симфонічних композицій і симфонічних поем,
- Владислав Хотковський (1843—1926) — католицький священик, історик церкви, професор і ректор Ягеллонського університету,
- Станіслав Остоя-Хростовський (1897—1947) — художник, професор і ректор Академії мистецтв у Варшаві,
- Станіслав Остоя-Котковський (1922—1994) — художник (у лютому 2008 року архів робіт Остои-Котковського в Мельбурнському університеті був внесений до реєстру ЮНЕСКО «Пам'ять світу» для проекту Австралії, метою якого є збір найцінніші документи, що відображають історію світу),
- Казімеж Загурський (1883—1944) — фотограф і мандрівник, відомий у Європі серією фотографій під назвою «Вмираюча Африка»,
- Адам Гребницький-Докторович (1857—1941) — професор садівництва, ботанік,
- Станіслав Докторович-Гребницький (1888—1974) — професор, геолог, гірничий інженер, спеціаліст з геології вугільних родовищ та стратиграфії карбону .
- Януш Остоя-Загорський (нар. 11 вересня 1943 р.) — польський археолог, професор гуманітарних наук, з 2012 р. ректор Університету Казімєжа Великого в Бидгощі
- Казімеж Семенович — генерал, інженер-артилерист. Його фундаментальна праця «Artis Magnae Artilleriae pars prima» протягом 200 років була основним посібником з артилерії в Європі,
- Тадеуш Сендзимир (1894-1989) — польський інженер і винахідник. Найвідоміший із трьох винаходів: процес Сендзимира цинкування листів, стан холодної прокатки та планетарний прокатний стан. 90 % нержавіючої сталі в світі пройшло через заводи Сендзимира.